# Tournoi de tennis de Newport
Le tournoi de Newport (Rhode Island, États-Unis) est un tournoi de tennis masculin du circuit ATP classé ATP 250 jusqu'en 2024 puis relégué au statut de tournoi challenger 125 en 2025. Créé en 1881, il se joue sur gazon. Le court central a la particularité d'être divisé en trois courts de tennis partageant les couloirs et utilisés de manière alternée, permettant de profiter d'un gazon d'excellente qualité du premier match jusqu'à la finale.
C'est en marge de cette compétition que se déroulent, chaque année en juillet, les cérémonies d'intronisation des nouveaux membres du International Tennis Hall of Fame.

## Dénomination
Le tournoi masculin a changé de nom au cours du temps en fonction des sponsors :
| Années    | Nom                                           |
| --------- | --------------------------------------------- |
| 1881–1914 | U.S. National Lawn Tennis Championships       |
| 1915–1967 | Newport Casino Invitational                   |
| 1965–1970 | VASSS Pro Tennis Championships                |
| 1971–1974 | Virginia Slims of Newport (tournoi féminin)   |
| 1976–1984 | Miller Lite Hall of Fame Tennis Championships |
| 1983–1986 | Virginia Slims of Newport (tournoi féminin)   |
| 1985–1990 | Volvo Hall of Fame Tennis Championships       |
| 1991–2003 | Miller Lite Hall of Fame Tennis Championships |
| 2004–2012 | Campbell’s Hall of Fame Tennis Championships  |
| 2013–2016 | Hall of Fame Tennis Championships             |
| 2017–2018 | Dell Technologies Hall of Fame Open           |
| 2019–     | Hall of Fame Open                             |

## Palmarès dames

### Simple
| No | Date       | Nom et lieu du tournoi                     | Catégorie      | Dotation       | Surface        | Vainqueure           | Finaliste        | Score          |                |
| -- | ---------- | ------------------------------------------ | -------------- | -------------- | -------------- | -------------------- | ---------------- | -------------- | -------------- |
| 1  | 28-08-1971 | Virginia Slims of Newport, Newport (RI)    | VS Tour        | 20 000 $       | Gazon (ext.)   | Kerry Melville       | Françoise Dürr   | 6-3, 6-7, 7-6  |                |
| 2  | 22-08-1972 | Virginia Slims of Newport, Newport (RI)    | WT Pro Tour    | 18 000 $       | Gazon (ext.)   | Margaret Smith Court | Billie Jean King | 6-4, 6-1       | Tableau        |
| 3  | 19-08-1973 | VS Grass Court Championships, Newport (RI) |                | 30 000 $       | Gazon (ext.)   | Margaret Smith Court | Julie Heldman    | 6-3, 6-2       | Tableau        |
| 4  | 18-08-1974 | Virginia Slims of Newport, Newport (RI)    |                | 30 000 $       | Gazon (ext.)   | Chris Evert          | Betsy Nagelsen   | 6-4, 6-3       | Tableau        |
|    | 1975-1982  | Pas de tournoi                             | Pas de tournoi | Pas de tournoi | Pas de tournoi | Pas de tournoi       | Pas de tournoi   | Pas de tournoi | Pas de tournoi |
| 5  | 11-07-1983 | Virginia Slims Hall of Fame, Newport (RI)  |                | 100 000 $      | Gazon (ext.)   | Alycia Moulton       | Kim Jones        | 6-3, 6-2       | Tableau        |
| 6  | 30-07-1984 | Virginia Slims of Newport, Newport (RI)    | VS Tour C3     | 150 000 $      | Gazon (ext.)   | Martina Navrátilová  | Gigi Fernández   | 6-3, 7-6       | Tableau        |
| 7  | 15-07-1985 | Virginia Slims of Newport, Newport (RI)    |                | 150 000 $      | Gazon (ext.)   | Chris Evert          | Pam Shriver      | 6-4, 6-1       | Tableau        |
| 8  | 14-07-1986 | Virginia Slims of Newport, Newport (RI)    |                | 150 000 $      | Gazon (ext.)   | Pam Shriver          | Lori McNeil      | 6-4, 6-2       | Tableau        |
| 9  | 13-07-1987 | Virginia Slims of Newport, Newport (RI)    |                | 150 000 $      | Gazon (ext.)   | Pam Shriver          | Wendy White      | 6-2, 6-4       | Tableau        |
| 10 | 11-07-1988 | Virginia Slims of Newport, Newport (RI)    | Tier IV        | 200 000 $      | Gazon (ext.)   | Lori McNeil          | Barbara Potter   | 6-4, 4-6, 6-3  | Tableau        |
| 11 | 17-07-1989 | Virginia Slims of Newport, Newport (RI)    | Tier IV        | 200 000 $      | Gazon (ext.)   | Zina Garrison        | Pam Shriver      | 6-0, 6-1       | Tableau        |
| 12 | 16-07-1990 | Virginia Slims of Newport, Newport (RI)    | Tier III       | 225 000 $      | Gazon (ext.)   | Arantxa Sánchez      | Jo Durie         | 7-6, 4-6, 7-5  | Tableau        |
|    | 1991-2024  | Pas de tournoi                             | Pas de tournoi | Pas de tournoi | Pas de tournoi | Pas de tournoi       | Pas de tournoi   | Pas de tournoi | Pas de tournoi |
| 13 | 07-07-2025 | Hall of Fame Open, Newport (RI)            | WTA 125        | 115 000 $      | Gazon (ext.)   | Caty McNally         | Tatjana Maria    | 2-6, 6-4, 6-2  | Tableau        |

### Double
| No | Date       | Nom et lieu du tournoi                    | Catégorie      | Dotation       | Surface        | Vainqueures                       | Finalistes                         | Score          |                |
| -- | ---------- | ----------------------------------------- | -------------- | -------------- | -------------- | --------------------------------- | ---------------------------------- | -------------- | -------------- |
| 1  | 28-08-1971 | Virginia Slims of Newport Newport (RI)    | VS Tour        | 20 000 $       | Gazon (ext.)   | Judy Tegart-Dalton Françoise Dürr | Kerry Harris Kerry Melville        | 6-2, 6-1       |                |
| 2  | 22-08-1972 | Virginia Slims of Newport Newport (RI)    | WT Pro Tour    | 18 000 $       | Gazon (ext.)   | Margaret Smith Court Lesley Hunt  | Rosie Casals Billie Jean King      | 6-2, 6-2       | Tableau        |
| 3  | 19-08-1973 | VS Grass Court Championships Newport (RI) |                | 30 000 $       | Gazon (ext.)   | Françoise Dürr Betty Stöve        | Janet Newberry Pam Teeguarden      | 6-4, 6-3       | Tableau        |
| 4  | 18-08-1974 | Virginia Slims of Newport Newport (RI)    |                | 30 000 $       | Gazon (ext.)   | Lesley Charles Sue Mappin         | Gail Sherriff Julie Heldman        | 6-2, 7-5       | Tableau        |
|    | 1975-1982  | Pas de tournoi                            | Pas de tournoi | Pas de tournoi | Pas de tournoi | Pas de tournoi                    | Pas de tournoi                     | Pas de tournoi | Pas de tournoi |
| 5  | 11-07-1983 | Virginia Slims Hall of Fame Newport (RI)  |                | 100 000 $      | Gazon (ext.)   | Barbara Potter Pam Shriver        | Barbara Jordan Elizabeth Sayers    | 6-3, 6-1       | Tableau        |
| 6  | 30-07-1984 | Virginia Slims of Newport Newport (RI)    | VS Tour C3     | 150 000 $      | Gazon (ext.)   | Alycia Moulton Paula Smith        | Lea Antonoplis Beverly Mould       | 7-5, 7-6       | Tableau        |
| 7  | 15-07-1985 | Virginia Slims of Newport Newport (RI)    |                | 150 000 $      | Gazon (ext.)   | Chris Evert Wendy Turnbull        | Pam Shriver Elizabeth Smylie       | 6-4, 7-6       | Tableau        |
| 8  | 14-07-1986 | Virginia Slims of Newport Newport (RI)    |                | 150 000 $      | Gazon (ext.)   | Terry Holladay Heather Ludloff    | Cammy MacGregor Gretchen Rush      | 6-1, 6-7, 6-3  | Tableau        |
| 9  | 13-07-1987 | Virginia Slims of Newport Newport (RI)    |                | 150 000 $      | Gazon (ext.)   | Gigi Fernández Lori McNeil        | Anne Hobbs Kathy Jordan            | 7-6, 7-5       | Tableau        |
| 10 | 11-07-1988 | Virginia Slims of Newport Newport (RI)    | Tier IV        | 200 000 $      | Gazon (ext.)   | Rosalyn Fairbank Barbara Potter   | Gigi Fernández Lori McNeil         | 6-4, 6-3       | Tableau        |
| 11 | 17-07-1989 | Virginia Slims of Newport Newport (RI)    | Tier IV        | 200 000 $      | Gazon (ext.)   | Gigi Fernández Lori McNeil        | Elizabeth Smylie Wendy Turnbull    | 6-3, 6-7, 7-5  | Tableau        |
| 12 | 16-07-1990 | Virginia Slims of Newport Newport (RI)    | Tier III       | 225 000 $      | Gazon (ext.)   | Lise Gregory Gretchen Rush        | Patty Fendick Anne Smith           | 7-6, 6-1       | Tableau        |
|    | 1991-2024  | Pas de tournoi                            | Pas de tournoi | Pas de tournoi | Pas de tournoi | Pas de tournoi                    | Pas de tournoi                     | Pas de tournoi | Pas de tournoi |
| 13 | 07-07-2025 | Hall of Fame Open Newport (RI)            | WTA 125        | 115 000 $      | Gazon (ext.)   | Carmen Corley Ivana Corley        | Arianne Hartono Prarthana Thombare | 7-64, 6-3      | Tableau        |

## Palmarès messieurs

### Simple
| No | Date       | Nom et lieu du tournoi                                | Catégorie                                           | Dotation                                            | Surface                                             | Vainqueur                                           | Finaliste                                           | Score                                               |                                                     |
| -- | ---------- | ----------------------------------------------------- | --------------------------------------------------- | --------------------------------------------------- | --------------------------------------------------- | --------------------------------------------------- | --------------------------------------------------- | --------------------------------------------------- | --------------------------------------------------- |
| 1  | 20-08-1969 | , Newport (RI)                                        |                                                     | NC $                                                | NC                                                  | Tom Okker                                           | Dennis Ralston                                      | 4-6, 6-5, 6-2                                       |                                                     |
| 2  | 13-09-1976 | Miller Lite Hall of Fame Championships, Newport (RI)  |                                                     | 35 000 $                                            | Gazon (ext.)                                        | Vijay Amritraj                                      | Brian Teacher                                       | 6-3, 4-6, 6-3, 6-1                                  |                                                     |
| 3  | 04-07-1977 | Miller Lite Hall of Fame Championships, Newport (RI)  |                                                     | 50 000 $                                            | Gazon (ext.)                                        | Tim Gullikson                                       | Hank Pfister                                        | 6-4, 6-4, 5-7, 6-2                                  |                                                     |
| 4  | 10-07-1978 | Miller Lite Hall of Fame Championships, Newport (RI)  |                                                     | 75 000 $                                            | Gazon (ext.)                                        | Bernard Mitton                                      | John James                                          | 6-1, 3-6, 7-6                                       |                                                     |
| 5  | 09-07-1979 | Miller Lite Hall of Fame Championships, Newport (RI)  |                                                     | 100 000 $                                           | Gazon (ext.)                                        | Brian Teacher                                       | Stan Smith                                          | 1-6, 6-3, 6-4                                       |                                                     |
| 6  | 07-07-1980 | Miller Lite Hall of Fame Championships, Newport (RI)  |                                                     | 100 000 $                                           | Gazon (ext.)                                        | Vijay Amritraj                                      | Andrew Pattison                                     | 6-1, 5-7, 6-3                                       |                                                     |
| 7  | 06-07-1981 | Miller Lite Hall of Fame Championships, Newport (RI)  |                                                     | 100 000 $                                           | Gazon (ext.)                                        | Johan Kriek                                         | Hank Pfister                                        | 3-6, 6-3, 7-5                                       |                                                     |
| 8  | 05-07-1982 | Miller Lite Hall of Fame Championships, Newport (RI)  |                                                     | 100 000 $                                           | Gazon (ext.)                                        | Hank Pfister                                        | Mike Estep                                          | 6-1, 7-5                                            |                                                     |
| 9  | 04-07-1983 | Miller Lite Hall of Fame Championships, Newport (RI)  |                                                     | 100 000 $                                           | Gazon (ext.)                                        | John Fitzgerald                                     | Scott Davis                                         | 2-6, 6-1, 6-3                                       |                                                     |
| 10 | 09-07-1984 | Miller Lite Hall of Fame Championships, Newport (RI)  |                                                     | 100 000 $                                           | Gazon (ext.)                                        | Vijay Amritraj                                      | Tim Mayotte                                         | 3-6, 6-4, 6-4                                       |                                                     |
| 11 | 08-07-1985 | Volvo Hall of Fame Tennis Championships, Newport (RI) |                                                     | 100 000 $                                           | Gazon (ext.)                                        | Tom Gullikson                                       | John Sadri                                          | 6-3, 7-6                                            |                                                     |
| 12 | 07-07-1986 | Volvo Hall of Fame Tennis Championships, Newport (RI) |                                                     | 100 000 $                                           | Gazon (ext.)                                        | Bill Scanlon                                        | Tim Wilkison                                        | 7-5, 6-4                                            |                                                     |
| 13 | 06-07-1987 | Volvo Hall of Fame Tennis Championships, Newport (RI) |                                                     | 100 000 $                                           | Gazon (ext.)                                        | Dan Goldie                                          | Sammy Giammalva Jr                                  | 6-7, 6-4, 6-4                                       |                                                     |
| 14 | 04-07-1988 | Volvo Hall of Fame Tennis Championships, Newport (RI) |                                                     | 115 000 $                                           | Gazon (ext.)                                        | Wally Masur                                         | Brad Drewett                                        | 6-2, 6-1                                            |                                                     |
| 15 | 10-07-1989 | Volvo Hall of Fame Tennis Championships, Newport (RI) |                                                     | 125 000 $                                           | Gazon (ext.)                                        | Jim Pugh                                            | Peter Lundgren                                      | 6-4, 4-6, 6-2                                       |                                                     |
| 16 | 09-07-1990 | Volvo Hall of Fame Tennis Championships, Newport (RI) | World Series                                        | 150 000 $                                           | Gazon (ext.)                                        | Pieter Aldrich                                      | Darren Cahill                                       | 7-6, 1-6, 6-1                                       |                                                     |
| 17 | 08-07-1991 | Miller Lite Hall of Fame Championships, Newport (RI)  | World Series                                        | 150 000 $                                           | Gazon (ext.)                                        | Bryan Shelton                                       | Javier Frana                                        | 3-6, 6-4, 6-4                                       |                                                     |
| 18 | 06-07-1992 | Miller Lite Hall of Fame Championships, Newport (RI)  | World Series                                        | 175 000 $                                           | Gazon (ext.)                                        | Bryan Shelton                                       | Alex Antonitsch                                     | 6-4, 6-4                                            |                                                     |
| 19 | 05-07-1993 | Miller Lite Hall of Fame Championships, Newport (RI)  | World Series                                        | 175 000 $                                           | Gazon (ext.)                                        | Greg Rusedski                                       | Javier Frana                                        | 7-5, 67-7, 7-65                                     |                                                     |
| 20 | 04-07-1994 | Miller Lite Hall of Fame Championships, Newport (RI)  | World Series                                        | 215 000 $                                           | Gazon (ext.)                                        | David Wheaton                                       | Todd Woodbridge                                     | 6-4, 3-6, 7-65                                      |                                                     |
| 21 | 10-07-1995 | Miller Lite Hall of Fame Championships, Newport (RI)  | World Series                                        | 230 000 $                                           | Gazon (ext.)                                        | David Prinosil                                      | David Wheaton                                       | 7-63, 5-7, 6-2                                      |                                                     |
| 22 | 08-07-1996 | Miller Lite Hall of Fame Championships, Newport (RI)  | World Series                                        | 230 000 $                                           | Gazon (ext.)                                        | Nicolás Pereira                                     | Grant Stafford                                      | 4-6, 6-4, 6-4                                       |                                                     |
| 23 | 07-07-1997 | Miller Lite Hall of Fame Championships, Newport (RI)  | World Series                                        | 255 000 $                                           | Gazon (ext.)                                        | Sargis Sargsian                                     | Brett Steven                                        | 7-60, 4-6, 7-5                                      |                                                     |
| 24 | 06-07-1998 | Miller Lite Hall of Fame Championships, Newport (RI)  | Int' Series                                         | 275 000 $                                           | Gazon (ext.)                                        | Leander Paes                                        | Neville Godwin                                      | 6-3, 6-2                                            |                                                     |
| 25 | 05-07-1999 | Miller Lite Hall of Fame Championships, Newport (RI)  | Int' Series                                         | 295 000 $                                           | Gazon (ext.)                                        | Chris Woodruff                                      | Kenneth Carlsen                                     | 65-7, 6-4, 6-4                                      |                                                     |
| 26 | 10-07-2000 | Miller Lite Hall of Fame Championships, Newport (RI)  | Int' Series                                         | 350 000 $                                           | Gazon (ext.)                                        | Peter Wessels                                       | Jens Knippschild                                    | 7-63, 6-3                                           |                                                     |
| 27 | 09-07-2001 | Miller Lite Hall of Fame Championships, Newport (RI)  | Int' Series                                         | 375 000 $                                           | Gazon (ext.)                                        | Neville Godwin                                      | Martin Lee                                          | 6-1, 6-4                                            |                                                     |
| 28 | 08-07-2002 | Miller Lite Hall of Fame Championships, Newport (RI)  | Int' Series                                         | 375 000 $                                           | Gazon (ext.)                                        | Taylor Dent                                         | James Blake                                         | 6-1, 4-6, 6-4                                       | Tableau                                             |
| 29 | 07-07-2003 | Miller Lite Hall of Fame Championships, Newport (RI)  | Int' Series                                         | 355 000 $                                           | Gazon (ext.)                                        | Robby Ginepri                                       | Jürgen Melzer                                       | 6-4, 63-7, 6-1                                      | Tableau                                             |
| 30 | 05-07-2004 | Campbell’s Hall of Fame Championships, Newport (RI)   | Int' Series                                         | 355 000 $                                           | Gazon (ext.)                                        | Greg Rusedski                                       | Alexander Popp                                      | 7-65, 7-62                                          | Tableau                                             |
| 31 | 04-07-2005 | Campbell’s Hall of Fame Championships, Newport (RI)   | Int' Series                                         | 355 000 $                                           | Gazon (ext.)                                        | Greg Rusedski                                       | Vincent Spadea                                      | 7-63, 2-6, 6-4                                      | Tableau                                             |
| 32 | 10-07-2006 | Campbell’s Hall of Fame Championships, Newport (RI)   | Int' Series                                         | 355 000 $                                           | Gazon (ext.)                                        | Mark Philippoussis                                  | Justin Gimelstob                                    | 6-3, 7-5                                            | Tableau                                             |
| 33 | 09-07-2007 | Campbell’s Hall of Fame Championships, Newport (RI)   | Int' Series                                         | 391 000 $                                           | Gazon (ext.)                                        | Fabrice Santoro                                     | Nicolas Mahut                                       | 6-4, 6-4                                            | Tableau                                             |
| 34 | 07-07-2008 | Campbell’s Hall of Fame Championships, Newport (RI)   | Int' Series                                         | 360 000 $                                           | Gazon (ext.)                                        | Fabrice Santoro                                     | Prakash Amritraj                                    | 6-3, 7-5                                            | Tableau                                             |
| 35 | 06-07-2009 | Campbell’s Hall of Fame Championships, Newport (RI)   | ATP 250                                             | 442 500 $                                           | Gazon (ext.)                                        | Rajeev Ram                                          | Sam Querrey                                         | 63-7, 7-5, 6-3                                      | Tableau                                             |
| 36 | 05-07-2010 | Campbell’s Hall of Fame Championships, Newport (RI)   | ATP 250                                             | 442 500 $                                           | Gazon (ext.)                                        | Mardy Fish                                          | Olivier Rochus                                      | 5-7, 6-3, 6-4                                       | Tableau                                             |
| 37 | 04-07-2011 | Campbell’s Hall of Fame Championships, Newport (RI)   | ATP 250                                             | 442 500 $                                           | Gazon (ext.)                                        | John Isner                                          | Olivier Rochus                                      | 6-3, 7-66                                           | Tableau                                             |
| 38 | 09-07-2012 | Campbell’s Hall of Fame Championships, Newport (RI)   | ATP 250                                             | 398 250 $                                           | Gazon (ext.)                                        | John Isner                                          | Lleyton Hewitt                                      | 7-61, 6-4                                           | Tableau                                             |
| 39 | 08-07-2013 | Hall of Fame Tennis Championships, Newport (RI)       | ATP 250                                             | 455 775 $                                           | Gazon (ext.)                                        | Nicolas Mahut                                       | Lleyton Hewitt                                      | 5-7, 7-5, 6-3                                       | Tableau                                             |
| 40 | 07-07-2014 | Hall of Fame Tennis Championships, Newport (RI)       | ATP 250                                             | 474 005 $                                           | Gazon (ext.)                                        | Lleyton Hewitt                                      | Ivo Karlović                                        | 6-4, 64-7, 7-63                                     | Tableau                                             |
| 41 | 13-07-2015 | Hall of Fame Tennis Championships, Newport (RI)       | ATP 250                                             | 488 225 $                                           | Gazon (ext.)                                        | Rajeev Ram                                          | Ivo Karlović                                        | 7-65, 5-7, 7-62                                     | Tableau                                             |
| 42 | 11-07-2016 | Hall of Fame Tennis Championships, Newport (RI)       | ATP 250                                             | 515 025 $                                           | Gazon (ext.)                                        | Ivo Karlović                                        | Gilles Müller                                       | 62-7, 7-65, 7-612                                   | Tableau                                             |
| 43 | 17-07-2017 | Dell Technologies Hall of Fame Open, Newport (RI)     | ATP 250                                             | 535 625 $                                           | Gazon (ext.)                                        | John Isner                                          | Matthew Ebden                                       | 6-3, 7-64                                           | Tableau                                             |
| 44 | 16-07-2018 | Dell Technologies Hall of Fame Open, Newport (RI)     | ATP 250                                             | 557 050 $                                           | Gazon (ext.)                                        | Steve Johnson                                       | Ramkumar Ramanathan                                 | 7-5, 3-6, 6-2                                       | Tableau                                             |
| 45 | 15-07-2019 | Hall of Fame Open, Newport (RI)                       | ATP 250                                             | 583 585 $                                           | Gazon (ext.)                                        | John Isner                                          | Alexander Bublik                                    | 7-62, 6-3                                           | Tableau                                             |
|    | 2020       | Tournoi annulé en raison de la pandémie de Covid-19   | Tournoi annulé en raison de la pandémie de Covid-19 | Tournoi annulé en raison de la pandémie de Covid-19 | Tournoi annulé en raison de la pandémie de Covid-19 | Tournoi annulé en raison de la pandémie de Covid-19 | Tournoi annulé en raison de la pandémie de Covid-19 | Tournoi annulé en raison de la pandémie de Covid-19 | Tournoi annulé en raison de la pandémie de Covid-19 |
| 46 | 12-07-2021 | Hall of Fame Open, Newport (RI)                       | ATP 250                                             | 466 870 $                                           | Gazon (ext.)                                        | Kevin Anderson                                      | Jenson Brooksby                                     | 7-68, 6-4                                           | Tableau                                             |
| 47 | 11-07-2022 | Infosys Hall of Fame Open, Newport (RI)               | ATP 250                                             | 594 950 $                                           | Gazon (ext.)                                        | Maxime Cressy                                       | Alexander Bublik                                    | 2-6, 6-3, 7-63                                      | Tableau                                             |
| 48 | 17-07-2023 | Infosys Hall of Fame Open, Newport (RI)               | ATP 250                                             | 642 735 $                                           | Gazon (ext.)                                        | Adrian Mannarino                                    | Alex Michelsen                                      | 6-2, 6-4                                            | Tableau                                             |
| 49 | 15-07-2024 | Infosys Hall of Fame Open, Newport (RI)               | ATP 250                                             | 661 585 $                                           | Gazon (ext.)                                        | Marcos Giron                                        | Alex Michelsen                                      | 64-7, 6-3, 7-5                                      | Tableau                                             |

### Double
| No | Date       | Nom et lieu du tournoi                                | Catégorie                                           | Dotation                                            | Surface                                             | Vainqueurs                                          | Finalistes                                          | Score                                               |                                                     |
| -- | ---------- | ----------------------------------------------------- | --------------------------------------------------- | --------------------------------------------------- | --------------------------------------------------- | --------------------------------------------------- | --------------------------------------------------- | --------------------------------------------------- | --------------------------------------------------- |
| 1  | 20-08-1969 | , Newport (RI)                                        |                                                     | NC $                                                | NC                                                  | Tom Okker Marty Riessen                             | Dennis Ralston Roger Taylor                         | 6-3, 3-6, 6-1                                       |                                                     |
|    | 13-09-1976 | Pas de tableau de double messieurs                    | Pas de tableau de double messieurs                  | Pas de tableau de double messieurs                  | Pas de tableau de double messieurs                  | Pas de tableau de double messieurs                  | Pas de tableau de double messieurs                  | Pas de tableau de double messieurs                  | Pas de tableau de double messieurs                  |
| 2  | 04-07-1977 | Miller Lite Hall of Fame Championships, Newport (RI)  |                                                     | 50 000 $                                            | Gazon (ext.)                                        | Ismail El Shafei Brian Fairlie                      | Tim Gullikson Tom Gullikson                         | 6-7, 6-3, 7-6                                       |                                                     |
| 3  | 10-07-1978 | Miller Lite Hall of Fame Championships, Newport (RI)  |                                                     | 75 000 $                                            | Gazon (ext.)                                        | Tim Gullikson Tom Gullikson                         | Colin Dibley Bob Giltinan                           | 6-4, 6-4                                            |                                                     |
| 4  | 09-07-1979 | Miller Lite Hall of Fame Championships, Newport (RI)  |                                                     | 100 000 $                                           | Gazon (ext.)                                        | Robert Lutz Stan Smith                              | John James Chris Kachel                             | 6-4, 7-6                                            |                                                     |
| 5  | 07-07-1980 | Miller Lite Hall of Fame Championships, Newport (RI)  |                                                     | 100 000 $                                           | Gazon (ext.)                                        | Andrew Pattison Butch Walts                         | Fritz Buehning Peter Rennert                        | 7-6, 6-4                                            |                                                     |
| 6  | 06-07-1981 | Miller Lite Hall of Fame Championships, Newport (RI)  |                                                     | 100 000 $                                           | Gazon (ext.)                                        | Brad Drewett Erik van Dillen                        | Kevin Curren Billy Martin                           | 6-2, 6-4                                            |                                                     |
| 7  | 05-07-1982 | Miller Lite Hall of Fame Championships, Newport (RI)  |                                                     | 100 000 $                                           | Gazon (ext.)                                        | Andy Andrews John Sadri                             | Syd Ball Rod Frawley                                | 3-6, 7-6, 7-5                                       |                                                     |
| 8  | 04-07-1983 | Miller Lite Hall of Fame Championships, Newport (RI)  |                                                     | 100 000 $                                           | Gazon (ext.)                                        | Vijay Amritraj John Fitzgerald                      | Tim Gullikson Tom Gullikson                         | 6-3, 6-4                                            |                                                     |
| 9  | 09-07-1984 | Miller Lite Hall of Fame Championships, Newport (RI)  |                                                     | 100 000 $                                           | Gazon (ext.)                                        | David Graham Laurie Warder                          | Ken Flach Robert Seguso                             | 6-4, 7-6                                            |                                                     |
| 10 | 08-07-1985 | Volvo Hall of Fame Tennis Championships, Newport (RI) |                                                     | 100 000 $                                           | Gazon (ext.)                                        | Peter Doohan Sammy Giammalva Jr                     | Paul Annacone Christo van Rensburg                  | 6-1, 6-3                                            |                                                     |
| 11 | 07-07-1986 | Volvo Hall of Fame Tennis Championships, Newport (RI) |                                                     | 100 000 $                                           | Gazon (ext.)                                        | Vijay Amritraj Tim Wilkison                         | Eddie Edwards Francisco González                    | 4-6, 7-5, 7-6                                       |                                                     |
| 12 | 06-07-1987 | Volvo Hall of Fame Tennis Championships, Newport (RI) |                                                     | 100 000 $                                           | Gazon (ext.)                                        | Dan Goldie Larry Scott                              | Chip Hooper Mike Leach                              | 1-6, 6-3, 7-5                                       |                                                     |
| 13 | 04-07-1988 | Volvo Hall of Fame Tennis Championships, Newport (RI) |                                                     | 115 000 $                                           | Gazon (ext.)                                        | Kelly Jones Peter Lundgren                          | Scott Davis Dan Goldie                              | 6-3, 7-6                                            |                                                     |
| 14 | 10-07-1989 | Volvo Hall of Fame Tennis Championships, Newport (RI) |                                                     | 125 000 $                                           | Gazon (ext.)                                        | Patrick Galbraith Brian Garrow                      | Neil Broad Stefan Kruger                            | 2-6, 7-5, 6-3                                       |                                                     |
| 15 | 09-07-1990 | Volvo Hall of Fame Tennis Championships, Newport (RI) | World Series                                        | 150 000 $                                           | Gazon (ext.)                                        | Darren Cahill Mark Kratzmann                        | Todd Nelson Bryan Shelton                           | 7-6, 6-2                                            |                                                     |
| 16 | 08-07-1991 | Miller Lite Hall of Fame Championships, Newport (RI)  | World Series                                        | 150 000 $                                           | Gazon (ext.)                                        | Gianluca Pozzi Brett Steven                         | Javier Frana Bruce Steel                            | 6-4, 6-4                                            |                                                     |
| 17 | 06-07-1992 | Miller Lite Hall of Fame Championships, Newport (RI)  | World Series                                        | 175 000 $                                           | Gazon (ext.)                                        | Royce Deppe David Rikl                              | Paul Annacone David Wheaton                         | 6-4, 6-4                                            |                                                     |
| 18 | 05-07-1993 | Miller Lite Hall of Fame Championships, Newport (RI)  | World Series                                        | 175 000 $                                           | Gazon (ext.)                                        | Javier Frana Christo van Rensburg                   | Byron Black Jim Pugh                                | 4-6, 6-1, 7-6                                       |                                                     |
| 19 | 04-07-1994 | Miller Lite Hall of Fame Championships, Newport (RI)  | World Series                                        | 215 000 $                                           | Gazon (ext.)                                        | Alex Antonitsch Greg Rusedski                       | Kent Kinnear David Wheaton                          | 6-4, 3-6, 6-4                                       |                                                     |
| 20 | 10-07-1995 | Miller Lite Hall of Fame Championships, Newport (RI)  | World Series                                        | 230 000 $                                           | Gazon (ext.)                                        | Jörn Renzenbrink Markus Zoecke                      | Paul Kilderry Nuno Marques                          | 6-1, 6-2                                            |                                                     |
| 21 | 08-07-1996 | Miller Lite Hall of Fame Championships, Newport (RI)  | World Series                                        | 230 000 $                                           | Gazon (ext.)                                        | Marius Barnard Piet Norval                          | Paul Kilderry Michael Tebbutt                       | 6-7, 6-4, 6-4                                       |                                                     |
| 22 | 07-07-1997 | Miller Lite Hall of Fame Championships, Newport (RI)  | World Series                                        | 255 000 $                                           | Gazon (ext.)                                        | Justin Gimelstob Brett Steven                       | Kent Kinnear Aleksandar Kitinov                     | 6-3, 6-4                                            |                                                     |
| 23 | 06-07-1998 | Miller Lite Hall of Fame Championships, Newport (RI)  | Int' Series                                         | 275 000 $                                           | Gazon (ext.)                                        | Doug Flach Sandon Stolle                            | Scott Draper Jason Stoltenberg                      | 6-2, 4-6, 7-6                                       |                                                     |
| 24 | 05-07-1999 | Miller Lite Hall of Fame Championships, Newport (RI)  | Int' Series                                         | 295 000 $                                           | Gazon (ext.)                                        | Wayne Arthurs Leander Paes                          | Sargis Sargsian Chris Woodruff                      | 6-7, 7-6, 6-3                                       |                                                     |
| 25 | 10-07-2000 | Miller Lite Hall of Fame Championships, Newport (RI)  | Int' Series                                         | 350 000 $                                           | Gazon (ext.)                                        | Jonathan Erlich Harel Levy                          | Kyle Spencer Mitch Sprengelmeyer                    | 7-62, 7-5                                           |                                                     |
| 26 | 09-07-2001 | Miller Lite Hall of Fame Championships, Newport (RI)  | Int' Series                                         | 375 000 $                                           | Gazon (ext.)                                        | Bob Bryan Mike Bryan                                | André Sá Glenn Weiner                               | 6-3, 7-5                                            |                                                     |
| 27 | 08-07-2002 | Miller Lite Hall of Fame Championships, Newport (RI)  | Int' Series                                         | 375 000 $                                           | Gazon (ext.)                                        | Bob Bryan Mike Bryan                                | Jürgen Melzer Alexander Popp                        | 7-5, 6-3                                            | Tableau                                             |
| 28 | 07-07-2003 | Miller Lite Hall of Fame Championships, Newport (RI)  | Int' Series                                         | 355 000 $                                           | Gazon (ext.)                                        | Jordan Kerr David Macpherson                        | Julian Knowle Jürgen Melzer                         | 7-64, 6-3                                           | Tableau                                             |
| 29 | 05-07-2004 | Campbell’s Hall of Fame Championships, Newport (RI)   | Int' Series                                         | 355 000 $                                           | Gazon (ext.)                                        | Jordan Kerr Jim Thomas                              | Grégory Carraz Nicolas Mahut                        | 6-3, 65-7, 6-3                                      | Tableau                                             |
| 30 | 04-07-2005 | Campbell’s Hall of Fame Championships, Newport (RI)   | Int' Series                                         | 355 000 $                                           | Gazon (ext.)                                        | Jordan Kerr Jim Thomas                              | Graydon Oliver Travis Parrott                       | 7-65, 7-65                                          | Tableau                                             |
| 31 | 10-07-2006 | Campbell’s Hall of Fame Championships, Newport (RI)   | Int' Series                                         | 355 000 $                                           | Gazon (ext.)                                        | Robert Kendrick Jürgen Melzer                       | Jeff Coetzee Justin Gimelstob                       | 7-63, 6-0                                           | Tableau                                             |
| 32 | 09-07-2007 | Campbell’s Hall of Fame Championships, Newport (RI)   | Int' Series                                         | 391 000 $                                           | Gazon (ext.)                                        | Jordan Kerr Jim Thomas                              | Nathan Healey Igor Kunitsyn                         | 6-3, 7-5                                            | Tableau                                             |
| 33 | 07-07-2008 | Campbell’s Hall of Fame Championships, Newport (RI)   | Int' Series                                         | 360 000 $                                           | Gazon (ext.)                                        | Mardy Fish John Isner                               | Rohan Bopanna Aisam-Ul-Haq Qureshi                  | 6-4, 7-61                                           | Tableau                                             |
| 34 | 06-07-2009 | Campbell’s Hall of Fame Championships, Newport (RI)   | ATP 250                                             | 442 500 $                                           | Gazon (ext.)                                        | Jordan Kerr Rajeev Ram                              | Michael Kohlmann Rogier Wassen                      | 6-7, 7-67, [10-6]                                   | Tableau                                             |
| 35 | 05-07-2010 | Campbell’s Hall of Fame Championships, Newport (RI)   | ATP 250                                             | 442 500 $                                           | Gazon (ext.)                                        | Carsten Ball Chris Guccione                         | Santiago González Travis Rettenmaier                | 6-3, 6-4                                            | Tableau                                             |
| 36 | 04-07-2011 | Campbell’s Hall of Fame Championships, Newport (RI)   | ATP 250                                             | 442 500 $                                           | Gazon (ext.)                                        | Matthew Ebden Ryan Harrison                         | Johan Brunström Adil Shamasdin                      | 4-6, 6-3, [10-6]                                    | Tableau                                             |
| 37 | 09-07-2012 | Campbell’s Hall of Fame Championships, Newport (RI)   | ATP 250                                             | 398 250 $                                           | Gazon (ext.)                                        | Santiago González Scott Lipsky                      | Colin Fleming Ross Hutchins                         | 7-63, 6-3                                           | Tableau                                             |
| 38 | 08-07-2013 | Hall of Fame Tennis Championships, Newport (RI)       | ATP 250                                             | 455 775 $                                           | Gazon (ext.)                                        | Nicolas Mahut Édouard Roger-Vasselin                | Rhyne Williams Tim Smyczek                          | 64-7, 6-2, [10-5]                                   | Tableau                                             |
| 39 | 07-07-2014 | Hall of Fame Tennis Championships, Newport (RI)       | ATP 250                                             | 474 005 $                                           | Gazon (ext.)                                        | Chris Guccione Lleyton Hewitt                       | Jonathan Erlich Rajeev Ram                          | 7-5, 6-4                                            | Tableau                                             |
| 40 | 13-07-2015 | Hall of Fame Tennis Championships, Newport (RI)       | ATP 250                                             | 488 225 $                                           | Gazon (ext.)                                        | Jonathan Marray Aisam-Ul-Haq Qureshi                | Nicholas Monroe Mate Pavić                          | 4-6, 6-3, [10-8]                                    | Tableau                                             |
| 41 | 11-07-2016 | Hall of Fame Tennis Championships, Newport (RI)       | ATP 250                                             | 515 025 $                                           | Gazon (ext.)                                        | Sam Groth Chris Guccione                            | Jonathan Marray Adil Shamasdin                      | 6-4, 6-3                                            | Tableau                                             |
| 42 | 17-07-2017 | Dell Technologies Hall of Fame Open, Newport (RI)     | ATP 250                                             | 535 625 $                                           | Gazon (ext.)                                        | Aisam-Ul-Haq Qureshi Rajeev Ram                     | Matt Reid John-Patrick Smith                        | 6-4, 4-6, [10-7]                                    | Tableau                                             |
| 43 | 16-07-2018 | Dell Technologies Hall of Fame Open, Newport (RI)     | ATP 250                                             | 557 050 $                                           | Gazon (ext.)                                        | Jonathan Erlich Artem Sitak                         | Marcelo Arévalo Miguel Ángel Reyes-Varela           | 6-1, 6-2                                            | Tableau                                             |
| 44 | 15-07-2019 | Hall of Fame Open, Newport (RI)                       | ATP 250                                             | 583 585 $                                           | Gazon (ext.)                                        | Marcel Granollers Serhiy Stakhovsky                 | Marcelo Arévalo Miguel Ángel Reyes-Varela           | 610-7, 6-4, [13-11]                                 | Tableau                                             |
|    | 2020       | Tournoi annulé en raison de la pandémie de Covid-19   | Tournoi annulé en raison de la pandémie de Covid-19 | Tournoi annulé en raison de la pandémie de Covid-19 | Tournoi annulé en raison de la pandémie de Covid-19 | Tournoi annulé en raison de la pandémie de Covid-19 | Tournoi annulé en raison de la pandémie de Covid-19 | Tournoi annulé en raison de la pandémie de Covid-19 | Tournoi annulé en raison de la pandémie de Covid-19 |
| 45 | 12-07-2021 | Hall of Fame Open, Newport (RI)                       | ATP 250                                             | 466 870 $                                           | Gazon (ext.)                                        | William Blumberg Jack Sock                          | Austin Krajicek Vasek Pospisil                      | 6-2, 7-63                                           | Tableau                                             |
| 46 | 11-07-2022 | Infosys Hall of Fame Open, Newport (RI)               | ATP 250                                             | 594 950 $                                           | Gazon (ext.)                                        | William Blumberg Steve Johnson                      | Raven Klaasen Marcelo Melo                          | 6-4, 7-5                                            | Tableau                                             |
| 47 | 17-07-2023 | Infosys Hall of Fame Open, Newport (RI)               | ATP 250                                             | 642 735 $                                           | Gazon (ext.)                                        | Nathaniel Lammons Jackson Withrow                   | William Blumberg Max Purcell                        | 6-3, 5-7, [10-5]                                    | Tableau                                             |
| 48 | 15-07-2024 | Infosys Hall of Fame Open, Newport (RI)               | ATP 250                                             | 661 585 $                                           | Gazon (ext.)                                        | André Göransson Sem Verbeek                         | Robert Cash James Tracy                             | 6-3, 6-4                                            | Tableau                                             |